# 쌍방울 레이더스
쌍방울 레이더스(Ssangbangwool Raiders)는 대한민국 전북특별자치도를 연고지로 한 프로 야구팀이었다. KBO 소속으로, 전주종합경기장 야구장과 월명종합경기장 야구장을 홈 구장으로 사용했다.
1990년 3월 31일에 구단이 창단된 후, 1990년 5월 11일 프로 2군 리그(현 KBO 퓨처스리그)에서 시작하였다. 그리고 다음 해, 1991년 시즌부터 1군 정규리그 경기에 참가했다. 매년 하위권을 맴돌았으나, 김성근 감독이 부임한 이후에는 1996년 정규시즌 2위, 1997년에 정규시즌 3위를 기록하면서 포스트 시즌에 진출하였다.
약팀의 이미지를 조금씩 벗겨 내면서 서서히 강팀으로 변모하고 있을 즈음에 IMF 사태를 맞게 되었다. 경제 위기의 여파로 인하여 모기업인 쌍방울그룹이 재정난으로 어려움을 겪게 되었는데 이 그룹 소유인 무주리조트가 위치한 무주가 동계올림픽 유치를 염두에 두고 1997년 동계유니버시아드를 개최하여 무주리조트에 대대적인 투자를 한 것이 화근이 되었다. 쌍방울 레이더스 구단 역시 극심한 재정난을 겪게 되었으며, 1997년 10월 15일에 모기업인 쌍방울그룹이 부도가 났다. 이때 이후 주축 선수들을 현금 트레이드하는 악순환이 발생했다. 1998년부터 돈도없는 힘든 구단 사정으로 성적은 최하위권에 머물렀다.
이에 진정한 팬들이 힘을 모아 야구 최초의 서포터를 결성한다. 최초의 야구 서포터 포에버 레이더스는 전주대학교 재학생이었던 여용구를 필두로 약 100여 명의 골수 팬들이 홈•원정을 가리지 않고 경기장을 찾아 힘든 시절을 겪는 선수들에게 큰힘을 보태었다.
그러나 팬들의 바람에도 결국 쌍방울 레이더스는 2000년 1월 7일에 해체되었고, 기존 선수단과 코칭스태프, 신인 지명권은 SK 와이번스에 인계되었는데 1999년 말 김준환 감독 대행이 쌍방울 정식 감독으로 부임한 과정에서 코치로 부임했지만 팀이 2000년 1월 해체된 후 새로 창단된 SK 와이번스에서 코칭 스태프를 역임한 함학수, 김성현, 박철우 코치와 강병철 감독이 SK 초대 감독으로 부임하면서 이 팀 수석코치를 맡은 김준환 코치가 2000년 말 '쌍방울 색 지우기' 프로젝트에 따라 팀을 떠나야 했으며 이들 뿐 아니라 앞서 언급한 것처럼 1999년 말 김준환 감독 대행이 쌍방울 정식 감독으로 부임한 과정에서 코치로 부임했으나 팀이 2000년 1월 해체된 후 새로 창단된 SK 와이번스에서 코칭스태프를 역임한 이건열 코치와 기존 쌍방울 레이더스 코치 출신인 박상열, 김만후 코치가 해고됐고 이외에도 쌍방울에서 그대로 받은 선수들 위주로 대대적인 구조 정리가 단행됐다. 쌍방울은 1999년 8월 회사 정리 절차 인가가 결정되었고 대한전선 계열로 넘어가 "트라이 브랜즈"라는 이름으로 변경했으나 다시 쌍방울로 환원되었다.
그 이후 쌍방울 레이더스의 연고지였던 전북특별자치도는 무연고 지역이었으나 2001년 KIA 타이거즈에 반환되었고, 그 해 이후부터 매년 2001년부터 2013년까지 군산시에서 경기를 치렀는데 2002년에는 미약한 경기장 사정과 적은 수익, 2003년에는 전국체전 관계로 프로야구 경기가 개최되지 않았으며 그 이후 2006년부터 2008년까지는 구장 개보수 관계로 3년 동안 프로야구 경기가 열리지 않았다.
통산 성적은 10시즌, 1202경기 490승 674패 38무, 승률 0.420이었다.

## 구단 역사

### 창단과 프로리그 참가
한국야구위원회는 1986년에 신생팀 '제8구단' 창단을 결의하고 희망 기업을 선정하게 된다. 신생팀의 연고지는 전북특별자치도 지역으로, 홈 경기장은 전주 야구장으로 하였다. 창단 과정에서 전북특별자치도 연고권은 당시 전라도 지역 연고팀이었던 해태 타이거즈로부터 구입하였다. 본래 창단 과정에서는 쌍방울그룹과 대상그룹의 컨소시엄 형태로 창단을 추진했으나, 후일 대상그룹이 창단 과정에서 빠지게 되었으며 쌍방울은 프로야구단 창단에 앞서 1983년 프로축구 출범 후 대상 금호아시아나 해태 등 여러 호남지역 기업과 함께 몇 차례 호남 프로축구팀 창단에 도전했지만 재정적인 이유 때문에 실패했다. 1990년 창단 당시 1년간은 2군 리그에서 경기를 치렀고, 1991년부터 정식 프로 야구 팀으로 승격되어 1군 정규 리그에 참가하게 되었다.

### 1991년~1995년
신생 창단 팀 쌍방울 레이더스는 대주주 모기업의 규모가 작았기에 야구단 운영에 고질적인 어려움을 겪게 된다. 8개구단 팀들과 전력을 비교하면 선수진이 얇았었다. 쌍방울 구단은 신생 창단된 팀으로 선수들이 부족한데다 자금력이 탄탄한 편이 아니었고, 연고지인 전북특별자치도 지역 역시 그렇게 우수한 팜이 아니었기 때문에 주로 타 팀에서 전성기가 지난 선수들을 많이 영입해서 효과적으로 이용했었다. 특히 해태 타이거즈에서 선수들이 쌍방울로 많이들 넘어왔다. 이 시기에 쌍방울은 해태 타이거즈의 작은집으로 불렸지만 성적은 매년 하위권으로 아쉬웠다.
한편, 1989년 11월 14일 3년 계약으로 부임했던 김인식 창단 감독이 1991년 말 구단주 대행 겸 쌍방울 부회장으로 취임한 이용일 전 KBO 총재특보와의 마찰 뿐 아니라 3년 계약 종료로 자연스럽게 물러난 뒤 이용일 구단주 대행처럼 소위 '일본통'이었던 신용균 감독이 3년 계약 형식으로 부임했지만 외국인 선수 영입 과정에서 본인(신용균)과 달리 소위 '미국통'이었던 한동화 코치와 불화를 보여 결국 1년 만에 해임됐고 한동화 코치가 2년 계약 형식으로 감독 승격했다.
하지만, 한동화 감독은 자신과 똑같은 '미국통'이었던 김인식 창단 감독이 그랬던 것처럼 소위 '일본통'인 이용일 구단주 대행과 사이가 좋지 않았고 결국 1995년 시즌 연패를 반복하여 도중하차했다.

### 1996년~1999년
매년 하위권 팀으로 분류되었던 쌍방울 레이더스는 1996년에 김성근이 감독으로 부임하면서 팀의 분위기가 완전히 달라지게 된다. 감독으로 부임한 김성근의 지도 하에 쌍방울 레이더스는 1996년 정규 시즌 2위를 기록하여 돌풍을 일으켜 창단 첫 플레이오프에 진출하였다. 그러나, 플레이오프에서 현대 유니콘스를 맞아 5차전 접전 끝에 2승 3패로 분패하였다. 그 다음 해 1997년 쌍방울 레이더스는 정규 시즌 3위를 기록하여 1996년 시즌이 결코 우연이 아님을 보여 주었다. 다만, 준 플레이오프에서 삼성 라이온즈를 만나 패해 4위로 시즌을 마감하게 되었지만, 1996년과 1997년 시즌 성적을 놓고 보면 쌍방울 레이더스 구단은 기존의 약팀의 이미지에서 강팀으로 변모해 가고 있었음을 보여 준다.
그러나 1997년 12월, IMF 사태가 터지면서 모기업이 심각한 재정난에 빠지게 되자, 쌍방울 레이더스 구단 역시 여파를 미치게 되어 구단을 유지하기가 어려워지게 되었다. 재정난을 심각하게 겪으면서 쌍방울 레이더스 구단은 구단을 정상적으로 운영하기 위해 극단적으로 핵심 선수들을 상대로 '선수 팔기' 작업을 시작하게 된다. 이 무렵 1차 지명하였던 원광대 투수 조진호는 결국 보스턴 레드삭스에 입단하였다. 결국 1998년 박경완과 조규제는 현대 유니콘스로, 1999년 시즌 전에는 김기태와 김현욱은 삼성 라이온즈에 현금 트레이드로 이적하는 등 쌍방울 레이더스 핵심 선수들 대부분이 이러한 쌍방울 레이더스 구단의 극단적인 '선수 팔기' 작업에 의해 팀을 떠남으로써 구단의 전력은 바닥을 치게 된다. 1998년 시즌 중에는 재일동포 외야수 김실을 OB 베어스로 트레이드했다.
이와 함께, 1998년 시즌 중에는 한때 좌완 에이스였던 박성기를 롯데 자이언츠로 트레이드했는데 다음 해 한화 이글스로 이적한 뒤 그 해 한국시리즈 우승을 경험한 바 있었지만 같은 해 시즌 후 은퇴했었다.
1998년부터 외국인 선수 제도가 도입되자, 쌍방울 레이더스의 야구단 운영은 더욱 가혹해지는데, 비싼 돈을 주고 선수를 쓸 수 없었고 중도 퇴출되어도 마땅히 대체 선수를 데려올 수 없었기 때문이었다. 1998년에는 외국인 선수를 영입하지 않았다. 이 시즌에는 김기태, 최태원, 조원우, 김원형 등이 활약하여 정규 시즌 6위로 마쳤다.
1999년이 되어 상황은 날이 갈수록 악화되어만 갔다. 쌍방울 레이더스는 1999년에 제이크 비아노, 전해 LG 트윈스에서 마무리로 뛰었던 마이클 앤더슨 등 투수 용병 선수를 영입하였지만, 이들은 쌍방울 레이더스의 열악한 시설 환경과 김성근 감독의 훈련량에 못 따라가 시즌 6점대 방어율을 기록하는 등 극심한 부진을 보여 중도 하차했다. 1999년 드래프트에서는 일부 대학 진학자를 제외한 고졸 선수들의 지명을 포기하고, 2차 1순위로 지명한 한양대학교 투수 라형진은 삼성 라이온즈에 지명권을 양도했으며, 1차 지명자인 군산상고의 이진영만 계약했을 정도였다. 2000년 신인 드래프트에서 이승호와 엄정욱 등을 지명하지만, 2차 1순위로 지명한 투수 마일영의 지명권을 현대 유니콘스에게 매각할 정도였다. 구단 대주주였던 모기업인 쌍방울이 사실상 팀 운영을 할 수 없게 되면서 KBO에 의한 위탁 관리가 이루어지게 되었다. 투타의 핵심 선수들이 매년 현금 트레이드 등으로 팀을 떠났기에 결국 빈약한 선수층으로 시즌 내내 어려움을 겪었고 전년도 시즌 뒤 2년 재계약한 김성근 감독마저 올스타전이 끝난 날 성적 부진에 따른 분위기 쇄신을 이유로 해임되면서 김준환 수석코치가 감독으로 승격되어 팀을 맡지만 1999년 시즌 단일 시즌 최다 패 기록인 97패(28승 7무)를 기록하면서 마지막 시즌을 마치게 되었다.

## 기타
쌍방울 레이더스가 연속 17승을 하는 이유가 원정팀이 호텔에 머무른 곳에 귀신이 존재해서 원정팀들의 기운과 소름을 끼쳤다고 한다. 이에 쌍방울 레이더스가 대승을 했다고 한다. 그리고 1996년 한국프로야구 포스트시즌 홈구장 1~2차전에도 현대 유니콘스를 연속 이겼다, 하지만 원정으로 이동할 때에는 3패를 당하여 탈락했다. 제일 먼저 OB 베어스가 전주코아호텔에서 겪었다고 하고, 그 후에는 현대 유니콘스도 같은 장소 코아호텔에서 이 경험을 겪었다고 한다.

## SK 와이번스와의 연관성 논란
IMF 여파로 극심한 재정난을 겪어야만 했던 쌍방울 레이더스 구단은 1998년부터 주축 선수들을 현금 트레이드를 통해 '선수 팔기' 식으로 근근히 명맥을 유지하게 된다. 마지막 해였던 1999년에는 신인 지명자들 중 1차 지명한 군산상업고등학교 외야수 이진영만 계약하고 2차 1순위로 지명한 한양대학교 투수 라형진은 삼성 라이온즈에 지명권을 양도하였으며, 다른 선수들 중 몇몇 대학 진학 선수들을 제외한 고졸 지명 선수들과는 계약하지 않을 정도로 운영난을 보였다. 1999년 7월 16일 이의철 쌍방울 레이더스 구단주가 박용오 KBO 총재와의 비밀 회담에서 최초로 매각 의사를 밝힌다.
하지만 매각 협상은 지지부진하여 진전이 없었고, 결국 1999년 11월 16일, 쌍방울 레이더스 김종철 신임 구단주는 박용오 KBO 총재와의 회담에서 '2000년 시즌 팀을 꾸려 나갈 능력이 없다'고 최초로 밝힌다.
이때, 프로 야구단에 관심을 보인 SK그룹은 쌍방울과의 협상을 철저히 배제하고, KBO와 접촉하며 쌍방울 레이더스 구단의 인수가 아닌 새로운 구단의 창단으로 프로야구계에 뛰어들 계획을 갖는다. 법정 관리 중인 쌍방울 입장에서는 야구단을 넘기는 인수 조건으로 최대한 많은 금액을 받아 내길 원했지만, SK그룹은 반대 입장이었다. 자동적으로 퇴출되는 쌍방울과 만날 이유가 없는 까닭이었다. 즉, SK그룹은 쌍방울이 자동으로 퇴출되는 2000년 2월 12일까지 기다렸다가, 새로운 팀 창단의 수순을 밟는다는 것이 당시의 생각이었다. 이렇게 양쪽 다 팽팽하게 '줄다리기'식으로 매각 당사자들은 버티기만 했었다.
결국, 쌍방울은 얼마 못 가 2000년 1월 7일 해체를 선언하고, SK그룹은 이를 기다렸다는 듯이 'SK그룹이 프로야구에 참여할 것을 적극적으로 고려하고 있다'고 공식적으로 밝히게 된다.
이후 쌍방울 레이더스는 해체되었고, SK는 인수가 아닌 새 팀의 창단으로 레이더스의 자리를 대신하게 되었다. 쌍방울 레이더스는 역사 속으로 사라졌고, 해체 후 재창단이라는 과정을 거친 SK 와이번스는 당시 현대 유니콘스가 연고지를 이전하려는 움직임을 보이자 연고지를 인천광역시로 이전하면서 새로운 인천 연고 구단으로 독자적인 역사를 시작하였다. 이 과정은 훗날 히어로즈의 창단 과정과도 깊은 연관이 있다. 히어로즈 또한 현대 유니콘스 해체 후 재창단의 과정을 거쳐 현대와 히어로즈의 연결고리를 끊고, 현대가 KBO에 운영 자금으로 진 빚 131억을 갚지 않을 명분을 얻게 되고 역사적으로 완전히 새로운 팀으로 변모하게 된다.

## 주요 기록
| 연도 | 순위   | 게임수 | 승  | 무 | 패  | 승률  | 비고         |
| ---- | ------ | ------ | --- | -- | --- | ----- | ------------ |
| 1990 | 1위    | 62     | 35  | 8  | 19  | 0.648 | 2군리그 우승 |
| 1991 | 6위    | 126    | 52  | 3  | 71  | 0.425 | 1군리그 첫해 |
| 1992 | 8위    | 126    | 41  | 1  | 84  | 0.329 |              |
| 1993 | 7위    | 126    | 43  | 5  | 78  | 0.361 |              |
| 1994 | 8위    | 126    | 47  | 5  | 74  | 0.393 |              |
| 1995 | 8위    | 126    | 45  | 3  | 78  | 0.369 |              |
| 1996 | 2위    | 126    | 70  | 2  | 54  | 0.563 | 정규시즌 2위 |
| 1997 | 3위    | 126    | 71  | 2  | 53  | 0.571 | 정규시즌 3위 |
| 1998 | 6위    | 126    | 58  | 2  | 66  | 0.468 |              |
| 1999 | 8위    | 132    | 28  | 7  | 97  | 0.224 |              |
| 계   | 10시즌 | 1202   | 490 | 38 | 674 | 0.420 |              |

- 페넌트레이스 및 한국시리즈 우승 횟수 :

## 통산 기록
| 연도                  | 팀명                  | 순위                  | 승  | 무 | 패  | 승률  | 포스트 시즌                     | 수상 선수   | 감독          |
| --------------------- | --------------------- | --------------------- | --- | -- | --- | ----- | ------------------------------- | ----------- | ------------- |
| 1991                  | 쌍방울                | 6위                   | 52  | 3  | 71  | 0.425 |                                 | 조규제 (신) | 김인식        |
| 1992                  | 쌍방울                | 8위                   | 41  | 1  | 84  | 0.329 |                                 |             | 김인식        |
| 1993                  | 쌍방울                | 7위                   | 43  | 5  | 78  | 0.361 |                                 |             | 신용균        |
| 1994                  | 쌍방울                | 8위                   | 47  | 5  | 74  | 0.393 |                                 |             | 한동화        |
| 1995                  | 쌍방울                | 8위                   | 45  | 3  | 78  | 0.369 |                                 |             | 한동화 김우열 |
| 1996                  | 쌍방울                | 3위                   | 70  | 2  | 54  | 0.563 | * 플레이오프 : 현대 전 2-3 패   |             | 김성근        |
| 1997                  | 쌍방울                | 3위                   | 71  | 2  | 53  | 0.571 | * 준플레이오프 : 삼성 전 1-2 패 |             | 김성근        |
| 1998                  | 쌍방울                | 6위                   | 58  | 2  | 66  | 0.468 |                                 |             | 김성근        |
| 1999                  | 쌍방울                | 매직 4위              | 28  | 7  | 97  | 0.224 |                                 |             | 김성근 김준환 |
| 쌍방울 레이더스 9시즌 | 쌍방울 레이더스 9시즌 | 쌍방울 레이더스 9시즌 | 455 | 30 | 655 |       |                                 |             |               |

## 역대 감독
| 대수 | 이름   | 취임   | 퇴임   |
| ---- | ------ | ------ | ------ |
| 1대  | 김인식 | 1990년 | 1992년 |
| 2대  | 신용균 | 1993년 | 1993년 |
| 3대  | 한동화 | 1994년 | 1995년 |
| 대행 | 김우열 | 1995년 | 1995년 |
| 4대  | 김성근 | 1996년 | 1999년 |
| 대행 | 김준환 | 1999년 | 1999년 |
| 5대  | 김준환 | 1999년 | 2000년 |

## 역대 코치
| 보직         | 이름     | 취임   | 퇴임   |
| ------------ | -------- | ------ | ------ |
| 수석코치     | 임신근   | 1990년 | 1991년 |
| 투수코치     | 김윤겸   | 1990년 | 1990년 |
| 타격코치     | 최영상   | 1990년 | 1990년 |
| 타격코치     | 김준환   | 1990년 | 1992년 |
| 타격코치     | 우경하   | 1990년 | 1992년 |
| 수비코치     | 유지훤   | 1990년 | 1992년 |
| 수석코치     | 김광웅   | 1991년 | 1992년 |
| 투수코치     | 강만식   | 1991년 | 1992년 |
| 수비코치     | 알바레즈 | 1991년 | 1992년 |
| 주루코치     | 알바레즈 | 1991년 | 1992년 |
| 투수코치     | 최영상   | 1991년 | 1996년 |
| 2군 감독     | 김광웅   | 1991년 | 1991년 |
| 수석코치     | 한동화   | 1993년 | 1993년 |
| 수석코치     | 성기영   | 1993년 | 1994년 |
| 투수코치     | 김용남   | 1993년 | 1994년 |
| 투수코치     | 계형철   | 1993년 | 1998년 |
| 타격코치     | 김대진   | 1993년 | 1999년 |
| 수비코치     | 정영기   | 1993년 | 1995년 |
| 주루코치     | 김일권   | 1993년 | 1995년 |
| 배터리코치   | 조범현   | 1993년 | 1999년 |
| 코치         | 김만후   | 1993년 | 1999년 |
| 2군 감독     | 성기영   | 1993년 | 1995년 |
| 2군 투수코치 | 김용남   | 1993년 | 1995년 |
| 타격코치     | 김우열   | 1994년 | 1994년 |
| 타격코치     | 김준환   | 1994년 | 1999년 |
| 2군 감독대행 | 계형철   | 1994년 | 1994년 |
| 수석코치     | 김우열   | 1995년 | 1995년 |
| 투수코치     | 박상열   | 1995년 | 1999년 |
| 수석코치     | 이종도   | 1996년 | 1999년 |
| 주루코치     | 이광길   | 1996년 | 1999년 |
| 트레이닝코치 | 이홍범   | 1996년 | 1999년 |
| 2군 감독     | 이선덕   | 1996년 | 1997년 |
| 2군 타격코치 | 신경식   | 1996년 | 1997년 |
| 투수코치     | 이충순   | 1997년 | 1997년 |
| 수비코치     | 구천서   | 1997년 | 1999년 |
| 트레이닝코치 | 진상봉   | 1998년 | 1998년 |
| 2군 감독     | 이충순   | 1998년 | 1998년 |
| 전력분석코치 | 진상봉   | 1999년 | 1999년 |
| 2군 감독     | 이종도   | 1999년 | 1999년 |

## 역대 프런트
| 보직        | 이름   | 취임    | 퇴임    |
| ----------- | ------ | ------- | ------- |
| 구단주      | 이봉녕 | 1990년  | 1993년? |
| 대표이사    | 남기룡 | 1990년  | 1991년? |
| 단장        | 박영규 | 1990년  | 1995년  |
| 프런트      | 김용휘 | 1990년  | 1991년  |
| 구단주 대행 | 이용일 | 1991년  | 1998년  |
| 구단주      | 이의철 | 1993년? | 1999년  |
| 대표이사    | 박기순 | 1992년? | 1994년? |
| 대표이사    | 백종관 | 1995년? | 1995년  |
| 대표이사    | 양수달 | 1995년  | 1997년  |
| 단장        | 박효수 | 1995년  | 1996년  |
| 매니저      | 이연수 | 1996년  | 1999년  |
| 대표이사    | 박효수 | 1997년  | 2000년  |
| 단장        | 유은수 | 1997년  | 2000년  |
| 스카우트    | 이선덕 | 1998년  | 1999년  |
| 구단주      | 김종철 | 1999년  | 2000년  |
| 기록원      | 김경남 | ?       | ?       |

## 역대 응원단
| 보직     | 이름   | 취임   | 퇴임   |
| -------- | ------ | ------ | ------ |
| 치어리더 | 고지선 | 1998년 | 1999년 |
| 치어리더 | 송지현 | ?      | ?      |
| 치어리더 | 서효림 | ?      | ?      |

## 역대 선수
| 이름   | 국적     | 포지션 | 년도      |
| ------ | -------- | ------ | --------- |
| 가내영 | 대한민국 | 투수   | 1998-1999 |
| 강길용 | 대한민국 | 투수   | 1991-1993 |
| 강상진 | 대한민국 | 투수   | 1990-1991 |
| 강희석 | 대한민국 | 투수   | 1992-1999 |
| 고승환 | 대한민국 | 투수   | 1998-1999 |
| 고형욱 | 대한민국 | 투수   | 1994-1999 |
| 구대진 | 대한민국 | 투수   | 1990-1991 |
| 구희석 | 대한민국 | 투수   | 1995      |
| 권영진 | 대한민국 | 투수   | 1991-1994 |
| 김경진 | 대한민국 | 투수   | 1998-1999 |
| 김기덕 | 대한민국 | 투수   | 1991-1999 |
| 김기완 | 대한민국 | 투수   | 1990-1991 |
| 김동수 | 대한민국 | 투수   | 1990-1991 |
| 김민국 | 대한민국 | 투수   | 1994-1997 |
| 김병철 | 대한민국 | 투수   | 1991-1992 |
| 김봉근 | 대한민국 | 투수   | 1990-1992 |
| 김상혁 | 대한민국 | 투수   | 1990-1991 |
| 김석기 | 대한민국 | 투수   | 1990-1997 |
| 김성곤 | 대한민국 | 투수   | 1990-1992 |
| 김성길 | 일본     | 투수   | 1993      |
| 김성한 | 대한민국 | 투수   | 1997      |
| 김승남 | 대한민국 | 투수   | 1997      |
| 김영균 | 대한민국 | 투수   | 1990-1992 |
| 김원형 | 대한민국 | 투수   | 1991-1999 |
| 김유진 | 대한민국 | 투수   | 1998-1999 |
| 김종수 | 대한민국 | 투수   | 1990      |
| 김진욱 | 대한민국 | 투수   | 1993      |
| 김진철 | 대한민국 | 투수   | 1995-1997 |
| 김현욱 | 대한민국 | 투수   | 1995-1998 |
| 김형주 | 대한민국 | 투수   | 1996-1997 |
| 김효상 | 대한민국 | 투수   | 1992-1994 |
| 나성열 | 대한민국 | 투수   | 1997-1998 |
| 노춘섭 | 대한민국 | 투수   | 1993-1995 |
| 박상근 | 대한민국 | 투수   | 1998-1999 |
| 박성기 | 대한민국 | 투수   | 1991-1998 |
| 박성진 | 대한민국 | 투수   | 1995-1998 |
| 박윤성 | 대한민국 | 투수   | 1996      |
| 박정현 | 대한민국 | 투수   | 1998-1999 |
| 박종철 | 대한민국 | 투수   | 1990-1991 |
| 박주언 | 대한민국 | 투수   | 1996-1999 |
| 박진석 | 대한민국 | 투수   | 1991-1999 |
| 박창현 | 대한민국 | 투수   | 1998-1999 |
| 방극천 | 대한민국 | 투수   | 1992-1995 |
| 비아노 | 미국     | 투수   | 1999      |
| 성영재 | 대한민국 | 투수   | 1993-1999 |
| 손문곤 | 대한민국 | 투수   | 1990-1992 |
| 송진호 | 대한민국 | 투수   | 1995-1996 |
| 신대형 | 대한민국 | 투수   | 1990-1992 |
| 신영균 | 대한민국 | 투수   | 1996      |
| 신현대 | 대한민국 | 투수   | 1991-1992 |
| 앤더슨 | 미국     | 투수   | 1999      |
| 오봉옥 | 대한민국 | 투수   | 1996-1999 |
| 오상민 | 대한민국 | 투수   | 1997-1999 |
| 유명선 | 대한민국 | 투수   | 1995-1996 |
| 유준   | 대한민국 | 투수   | 1993-1994 |
| 유현승 | 대한민국 | 투수   | 1994-1999 |
| 윤형배 | 대한민국 | 투수   | 1997-1999 |
| 이광섭 | 대한민국 | 투수   | 1993      |
| 이대성 | 대한민국 | 투수   | 1997      |
| 이동석 | 대한민국 | 투수   | 1992-1993 |
| 이승환 | 대한민국 | 투수   | 1994      |
| 이재홍 | 대한민국 | 투수   | 1990-1993 |
| 이정훈 | 대한민국 | 투수   | 1997      |
| 이진수 | 대한민국 | 투수   | 1995      |
| 임상규 | 대한민국 | 투수   | 1990      |
| 임창식 | 대한민국 | 투수   | 1992-1998 |
| 장용   | 대한민국 | 투수   | 1995      |
| 전성호 | 대한민국 | 투수   | 1990-1991 |
| 정대용 | 대한민국 | 투수   | 1990-1993 |
| 정명수 | 대한민국 | 투수   | 1997-1999 |
| 정수찬 | 대한민국 | 투수   | 1996-1999 |
| 정윤원 | 대한민국 | 투수   | 1990-1993 |
| 정인조 | 대한민국 | 투수   | 1990-1991 |
| 조경탁 | 대한민국 | 투수   | 1990-1991 |
| 조규제 | 대한민국 | 투수   | 1991-1997 |
| 조성곤 | 대한민국 | 투수   | 1996      |
| 조한철 | 대한민국 | 투수   | 1995      |
| 진동한 | 대한민국 | 투수   | 1990-1992 |
| 최승민 | 대한민국 | 투수   | 1999      |
| 최정환 | 대한민국 | 투수   | 1996-1999 |
| 최태곤 | 대한민국 | 투수   | 1990      |
| 최한림 | 대한민국 | 투수   | 1990-1995 |
| 한오종 | 대한민국 | 투수   | 1990-1991 |
| 허대욱 | 대한민국 | 투수   | 1996-1997 |
| 황태호 | 대한민국 | 투수   | 1992      |

| 이름   | 국적     | 포지션 | 년도      |
| ------ | -------- | ------ | --------- |
| 공봉구 | 대한민국 | 포수   | 1990-1991 |
| 김성현 | 대한민국 | 포수   | 1997-1998 |
| 김충민 | 대한민국 | 포수   | 1993-1997 |
| 김형남 | 대한민국 | 포수   | 1998      |
| 김호근 | 대한민국 | 포수   | 1990-1993 |
| 박경완 | 대한민국 | 포수   | 1991-1997 |
| 박현영 | 대한민국 | 포수   | 1998      |
| 배국진 | 대한민국 | 포수   | 1995-1999 |
| 배신호 | 대한민국 | 포수   | 1991-1992 |
| 양용모 | 대한민국 | 포수   | 1999      |
| 오진희 | 대한민국 | 포수   | 1994-1996 |
| 유호   | 대한민국 | 포수   | 1990-1992 |
| 유환진 | 대한민국 | 포수   | 1997-1999 |
| 윤승규 | 대한민국 | 포수   | 1994-1995 |
| 이동일 | 대한민국 | 포수   | 1997      |
| 임기정 | 대한민국 | 포수   | 1990-1991 |
| 장재중 | 대한민국 | 포수   | 1994-1999 |
| 장채근 | 대한민국 | 포수   | 1994-1995 |
| 전종화 | 대한민국 | 포수   | 1991-1994 |
| 정원배 | 대한민국 | 포수   | 1996-1999 |
| 정인구 | 대한민국 | 포수   | 1994-1995 |
| 조일현 | 대한민국 | 포수   | 1996-1997 |
| 최해식 | 대한민국 | 포수   | 1990-1994 |
| 한승진 | 대한민국 | 포수   | 1999      |

| 이름   | 국적     | 포지션 | 년도      |
| ------ | -------- | ------ | --------- |
| 강석   | 대한민국 | 내야수 | 1994      |
| 강효섭 | 대한민국 | 내야수 | 1992-1996 |
| 구한성 | 대한민국 | 내야수 | 1997-1998 |
| 권준   | 대한민국 | 내야수 | 1995      |
| 길홍규 | 대한민국 | 내야수 | 1994-1996 |
| 김경수 | 대한민국 | 내야수 | 1990-1993 |
| 김기태 | 대한민국 | 내야수 | 1991-1998 |
| 김만후 | 대한민국 | 내야수 | 1990-1992 |
| 김미호 | 대한민국 | 내야수 | 1997      |
| 김병주 | 대한민국 | 내야수 | 1995      |
| 김상재 | 대한민국 | 내야수 | 1991-1993 |
| 김상호 | 대한민국 | 내야수 | 1998-1999 |
| 김선섭 | 대한민국 | 내야수 | 1996-1999 |
| 김성규 | 대한민국 | 내야수 | 1992-1993 |
| 김성래 | 대한민국 | 내야수 | 1997-1999 |
| 김영운 | 대한민국 | 내야수 | 1990-1991 |
| 김용복 | 대한민국 | 내야수 | 1994      |
| 김용진 | 대한민국 | 내야수 | 1994      |
| 김재정 | 대한민국 | 내야수 | 1997      |
| 김정수 | 대한민국 | 내야수 | 1991-1996 |
| 김주성 | 대한민국 | 내야수 | 1994-1995 |
| 김주연 | 대한민국 | 내야수 | 1995      |
| 김준   | 대한민국 | 내야수 | 1991      |
| 김풍기 | 대한민국 | 내야수 | 1992      |
| 김현민 | 대한민국 | 내야수 | 1996-1998 |
| 김형태 | 대한민국 | 내야수 | 1991-1993 |
| 김호   | 대한민국 | 내야수 | 1990-1999 |
| 박경호 | 대한민국 | 내야수 | 1996-1999 |
| 박계원 | 대한민국 | 내야수 | 1998-1999 |
| 박지환 | 대한민국 | 내야수 | 1997      |
| 박철우 | 대한민국 | 내야수 | 1994-1998 |
| 백인수 | 대한민국 | 내야수 | 1993-1996 |
| 서창기 | 대한민국 | 내야수 | 1990-1992 |
| 석수철 | 대한민국 | 내야수 | 1996      |
| 송구홍 | 대한민국 | 내야수 | 1999      |
| 송인호 | 대한민국 | 내야수 | 1991-1993 |
| 송태일 | 대한민국 | 내야수 | 1994-1996 |
| 신경식 | 대한민국 | 내야수 | 1993-1995 |
| 안세준 | 대한민국 | 내야수 | 1997      |
| 양후승 | 대한민국 | 내야수 | 1990-1992 |
| 왕양훈 | 대한민국 | 내야수 | 1995      |
| 유동효 | 대한민국 | 내야수 | 1990-1993 |
| 유성기 | 대한민국 | 내야수 | 1991-1993 |
| 유태영 | 대한민국 | 내야수 | 1992      |
| 유태준 | 대한민국 | 내야수 | 1993-1995 |
| 윤기수 | 대한민국 | 내야수 | 1999      |
| 윤석권 | 대한민국 | 내야수 | 1998      |
| 윤성훈 | 대한민국 | 내야수 | 1993      |
| 윤재호 | 대한민국 | 내야수 | 1994-1996 |
| 이근엽 | 대한민국 | 내야수 | 1998-1999 |
| 이동수 | 대한민국 | 내야수 | 1998-1999 |
| 이민호 | 대한민국 | 내야수 | 1999      |
| 이봉우 | 대한민국 | 내야수 | 1996-1998 |
| 이상혁 | 대한민국 | 내야수 | 1996      |
| 이승준 | 대한민국 | 내야수 | 1996      |
| 이승희 | 대한민국 | 내야수 | 1990-1992 |
| 이현택 | 대한민국 | 내야수 | 1992      |
| 정학원 | 대한민국 | 내야수 | 1991-1995 |
| 최태원 | 대한민국 | 내야수 | 1993-1999 |
| 최해명 | 대한민국 | 내야수 | 1992-1993 |
| 한대화 | 대한민국 | 내야수 | 1997      |
| 한혁수 | 대한민국 | 내야수 | 1993-1995 |

| 이름   | 국적     | 포지도 | 년도            |
| ------ | -------- | ------ | --------------- |
| 강광회 | 대한민국 | 외야수 | 1993-1994       |
| 강남규 | 대한민국 | 외야수 | 1991-1992       |
| 강민규 | 대한민국 | 외야수 | 1998-1999       |
| 강영수 | 대한민국 | 외야수 | 1997-1998       |
| 강종필 | 대한민국 | 외야수 | 1996-1997       |
| 고승훈 | 대한민국 | 외야수 | 1991            |
| 공의식 | 대한민국 | 외야수 | 1997            |
| 곽재성 | 대한민국 | 외야수 | 1999            |
| 김갑중 | 대한민국 | 외야수 | 1999            |
| 김광림 | 대한민국 | 외야수 | 1994-1997, 1999 |
| 김병철 | 대한민국 | 외야수 | 1991-1993       |
| 김성   | 대한민국 | 외야수 | 1994-1996       |
| 김실   | 대한민국 | 외야수 | 1996-1998       |
| 김평호 | 대한민국 | 외야수 | 1990-1992       |
| 김훈   | 대한민국 | 외야수 | 1998            |
| 동봉철 | 대한민국 | 외야수 | 1999            |
| 박기택 | 대한민국 | 외야수 | 1991-1993       |
| 박노준 | 대한민국 | 외야수 | 1993-1997       |
| 박상수 | 대한민국 | 외야수 | 1993-1994       |
| 박상현 | 대한민국 | 외야수 | 1998            |
| 박세철 | 대한민국 | 외야수 | 1994-1995       |
| 박재용 | 대한민국 | 외야수 | 1999            |
| 심성보 | 대한민국 | 외야수 | 1995-1999       |
| 안언학 | 대한민국 | 외야수 | 1991            |
| 양선직 | 대한민국 | 외야수 | 1996            |
| 오충원 | 대한민국 | 외야수 | 1998-1999       |
| 우효동 | 대한민국 | 외야수 | 1992-1994       |
| 유영원 | 대한민국 | 외야수 | 1992-1994       |
| 윤재국 | 대한민국 | 외야수 | 1998-1999       |
| 윤정승 | 대한민국 | 외야수 | 1990-1991       |
| 윤혁   | 대한민국 | 외야수 | 1990-1994       |
| 이경태 | 대한민국 | 외야수 | 1997            |
| 이계성 | 대한민국 | 외야수 | 1999            |
| 이군옥 | 대한민국 | 외야수 | 1994-1996       |
| 이기중 | 대한민국 | 외야수 | 1995            |
| 이병수 | 대한민국 | 외야수 | 1998-1999       |
| 이상대 | 대한민국 | 외야수 | 1991-1994       |
| 이상호 | 대한민국 | 외야수 | 1997-1998       |
| 이연수 | 대한민국 | 외야수 | 1990-1995, 1999 |
| 이종두 | 대한민국 | 외야수 | 1997            |
| 이진영 | 대한민국 | 외야수 | 1999            |
| 이창원 | 대한민국 | 외야수 | 1990-1992       |
| 임종수 | 대한민국 | 외야수 | 1996-1997       |
| 장용대 | 대한민국 | 외야수 | 1999            |
| 장희현 | 대한민국 | 외야수 | 1990-1991       |
| 정기창 | 대한민국 | 외야수 | 1993-1996       |
| 조용호 | 대한민국 | 외야수 | 1990-1993       |
| 조원우 | 대한민국 | 외야수 | 1994-1999       |
| 진상봉 | 대한민국 | 외야수 | 1996-1997       |
| 진정민 | 대한민국 | 외야수 | 1996            |
| 최규하 | 대한민국 | 외야수 | 1997            |
| 최동창 | 대한민국 | 외야수 | 1994            |
| 최준호 | 대한민국 | 외야수 | 1991-1993       |
| 하상도 | 대한민국 | 외야수 | 1995            |
| 한기철 | 대한민국 | 외야수 | 1997            |
| 한익희 | 대한민국 | 외야수 | 1997            |
| 홍경표 | 대한민국 | 외야수 | 1990-1991       |

### 쌍방울 레이더스의 1선발 투수
- 강길용 (1991년)
- 김원형 (1992년, 1993년, 1995년, 1997년)
- 박성기 (1994년)
- 성영재 (1996년, 1998년)
- 김기덕 (1999년)

### 쌍방울 레이더스의 필승조 불펜
- 김기덕 (1991년, 1994년)
- 김석기 (1992년)
- 김성길 (1993년)
- 김진철 (1995년)
- 김현욱 (1996년, 1997년, 1998년)
- 박정현 (1999년)

### 쌍방울 레이더스의 마무리 투수
- 조규제 (1991년, 1992년, 1993년, 1994년, 1996년, 1997년)
- 김기덕 (1995년)
- 김원형 (1998년)
- 가내영 (1999년)

## 역대 외국인 선수
1999년
- 미국 제이크 비아노 (투수)
- 미국 마이클 앤더슨 (투수)

## 역대 선발진

### 1군
| 연도 | 1선발  | 2선발  | 3선발  | 4선발  | 5선발  |
| ---- | ------ | ------ | ------ | ------ | ------ |
| 1991 | 강길용 | 박성기 | 김원형 | 박진석 | 진동한 |
| 1992 | 김원형 | 박성기 | 강길용 | 최한림 | 박진석 |
| 1993 | 김원형 | 박성기 | 최한림 | 김석기 | 강길용 |
| 1994 | 박성기 | 박진석 | 성영재 | 김원형 | 김석기 |
| 1995 | 김원형 | 유현승 | 성영재 | 박성기 | 김석기 |
| 1996 | 성영재 | 오봉옥 | 김원형 | 박성기 | 박진석 |
| 1997 | 김원형 | 성영재 | 김기덕 | 임창식 | 박진석 |
| 1998 | 성영재 | 김기덕 | 임창식 | 오봉옥 | 박성기 |
| 1999 | 김기덕 | 박정현 | 성영재 | 유현승 | 앤더슨 |

### 2군
| 연도 | 1선발  | 2선발  | 3선발  | 4선발  | 5선발  |
| ---- | ------ | ------ | ------ | ------ | ------ |
| 1990 | 진동한 | 이재홍 | 김석기 | 한오종 | 김봉근 |
| 1991 | 손문곤 | 이재홍 | 김봉근 | 최한림 | 김동수 |
| 1992 | 김기덕 | 김봉근 | 신현대 | 권영진 | 방극천 |
| 1993 | 임창식 | 김기덕 | 김진욱 | 이동석 | 이재홍 |
| 1994 | 임창식 | 노춘섭 | 강희석 | 김민국 | 이승환 |
| 1995 | 김현욱 | 강희석 | 노춘섭 | 박성진 | 조한철 |
| 1996 | 박성진 | 강희석 | 김민국 | 김진철 | 허대욱 |
| 1997 | 박성진 | 김형주 | 나성열 | 김승남 | 정수찬 |
| 1998 | 유현승 | 정명수 | 고승환 | 정수찬 | 김경진 |
| 1999 | 최승민 | 정명수 | 박상근 | 김유진 | 박주언 |

## 역대 마무리

### 1군
| 1991-1994 | 1995   | 1996   | 1997   | 1998   | 1999   |
| --------- | ------ | ------ | ------ | ------ | ------ |
| 조규제    | 김기덕 | 조규제 | 조규제 | 김원형 | 김원형 |

### 2군
| 1990   | 1991   | 1992   | 1993   | 1994   |
| ------ | ------ | ------ | ------ | ------ |
| 박종철 | 정인조 | 손문곤 | 강희석 | 고형욱 |
| 1995   | 1996   | 1997   | 1998   | 1999   |
| 김민국 | 유명선 | 김진철 | 박창현 | 강희석 |

## 역대 신인드래프트

### 첫 지명 선수
| 연도 | 선수   | 포지션 | 쌍방울 소속 성적                              |
| ---- | ------ | ------ | --------------------------------------------- |
| 1990 | 박찬홍 | 투수   | 지명권 포기로 입단 X                          |
| 1991 | 조규제 | 투수   | 8시즌 300G 563.1이닝 30승 41패 135세이브 2.33 |
| 1992 | 방극천 | 투수   | 2시즌 2G 3.2이닝 2.45                         |
| 1993 | 박상수 | 외야수 | 1시즌 3G 무안타 .000                          |
| 1994 | 이군옥 | 외야수 | 2시즌 9G 2안타 .182 .182 .364                 |
| 1995 | 강필선 | 내야수 | 현대 피닉스 입단으로 입단 무산                |
| 1996 | 석수철 | 내야수 | 1시즌 114G 77안타 3홈런 4도루 .266 .319 .360  |
| 1997 | 오상민 | 투수   | 3시즌 210G 226이닝 6승 16패 3세이브 5.65      |
| 1998 | 조진호 | 투수   | 구단 재정난으로 입단 X                        |
| 1999 | 이진영 | 투수   | 1시즌 65G 49안타 4홈런 5도루 .258 .316 .347   |
| 2000 | 이승호 | 투수   | SK로 지명권 인계                              |

### 마지막 지명 선수
| 연도 | 선수   | 포지션 | 쌍방울 소속 성적                               |
| ---- | ------ | ------ | ---------------------------------------------- |
| 1990 | 소상필 | 외야수 | 지명권 포기로 입단 X                           |
| 1991 | 강남규 | 외야수 | 1시즌 2G 무안타 .000                           |
| 1992 | 김현철 | 내야수 | 지명권 포기로 입단 X                           |
| 1993 | 정기창 | 외야수 | 3시즌 136G 67안타 10홈런 11도루 .233 .286 .378 |
| 1994 | 김성   | 외야수 | 2시즌 33G 3안타 2도루 .136 .240 .182           |
| 1995 | 윤제성 | 외야수 | 지명권 포기로 입단 X                           |
| 1996 | 조일현 | 포수   | 1군 출전 X                                     |
| 1997 | 장순일 | 내야수 | 지명권 포기로 입단 X                           |
| 1998 | 최근혁 | 투수   | 지명권 포기로 입단 X                           |
| 1999 | 서효석 | 외야수 | 지명권 포기로 입단 X                           |
| 2000 | 김형규 | 외야수 | SK로 지명권 인계                               |

## 역대 국가대표
| 대회                           | 선수   |
| ------------------------------ | ------ |
| 1998년 방콕 아시안게임         | 김원형 |
| 1999년 아시아 야구 선수권 대회 | -      |

## 한국 프로 야구상 수상자
쌍방울 레이더스는 한국 프로 야구 최우수 선수를 한 명도 배출하지 못했고, 1991년 투수 조규제가 최우수 신인상을 받았다.

## 역대 개인 기록 수상자(투수 부문)

### 다승
- 1997년 김현욱 20승2패

### 평균자책점(자책점)
- 년도 선수 이닝 - 자책 - 평균자책점
- 1997년 김현욱 157 2/3 - 33 - 1.88

### 최다 세이브 포인트(세이브+구원승)
- 1993년 조규제 7구원승 27세이브 34SP

### 최다 세이브(구원승 제외)
- 1991년 조규제 27세이브

## 역대 개인 기록 수상자(타자 부문)

### 수위 타자(타율1위)
- 1995년 김광림 419타수 141안타 타율 0.337
- 1997년 김기태 390타수 134안타 타율 0.344

### 최다 안타
- 1995년 최태원 147안타

### 최다 홈런
- 1994년 김기태 25홈런

### 최고 장타율
- 1994년 김기태 0.590
- 1997년 김기태 0.636

### 최고 출루율
- 1992년 김기태 0.461
- 1997년 김기태 0.453

## 팀 통산 타이틀

### 정규시즌

#### 타자
- WAR: 김기태 (40.94)
- 공격 WAR: 김기태 (49.94)
- 수비 WAR: 최태원 (8.60)
- 출장: 김호 (961)
- 타석: 김기태 (3749)
- 타수: 최태원 (3137)
- 득점: 김기태 (531)
- 안타: 김기태 (916)
- 2루타: 김기태 (190)
- 3루타: 김호 (24)
- 홈런: 김기태 (173)
- 루타: 김기태 (1669)
- 타점: 김기태 (604)
- 도루: 김호 (125)
- 볼넷: 김기태 (647)
- 사구: 최태원 (60)
- 고의4구: 김기태 (108)
- 희생타: 김호 (99)
- 희생플라이: 김기태 (30)
- 타율: 김기태 (0.300)
- 출루율: 김기태 (0.422)
- 장타율: 김기태 (0.546)
- OPS: 김기태 (0.968)
- wRC+: 김기태 (175.9)
- 순장타율: 김기태 (0.246)
- 순출루율: 김기태 (0.122)
- 공격 RAA: 김기태 (299.51)
- 수비 RAA: 김호 (61.64)
- 종합 RAA: 김기태 (229.37)
- RAR: 김기태 (246.28)
- 호타준족 지수: 김기태 (96.59)
- 그라운드 홈런: 김기태 (2)
- 장타: 김기태 (385)
- 순수타점: 김기태 (431)
- 타격 WAA: 김기태 (33.55)
- 도루 WAA: 백인수 (0.35)
- 수비 WAA: 최태원 (1.17)
- 수비범위 관련 득점 기여: 김광림 (10.44)
- 블로킹 관련 득점 기여: 박경완 (7.26)
- 평균 대비 수비 승리 기여: 김광림 (1.097)
- 레전트 포인트: 김기태 (41.8)

#### 투수
- WAR: 조규제 (18.97)
- 선발 WAR: 김원형 (14.55)
- 구원 WAR: 조규제 (17.37)
- 출장: 조규제 (300)
- 선발등판: 김원형 (172)
- 구원등판: 조규제 (296)
- 마무리등판: 조규제 (231)
- 완투: 김원형 (27)
- 완봉: 김원형, 성영재 (7)
- 다승: 김원형 (68)
- 선발승: 김원형 (68)
- 구원승: 김현욱 (37)
- 세이브: 조규제 (135)
- 이닝: 김원형 (1156.1)
- 상대한 타자 수: 김원형 (4930)
- 탈삼진: 김원형 (706)
- 평균자책점: 김원형 (3.70)
- 이닝 당 출루허용률: 김원형 (1.33)
- 피안타율: 김원형 (0.255)
- 피출루율: 김원형 (0.332)
- 선발 RAA: 박정현 (11.98)
- 구원 RAA: 조규제 (107.99)
- 종합 RAA: 조규제 (110.77)
- 선발 RAR: 김원형 (131.65)
- 구원 RAR: 조규제 (155.46)
- 종합 RAR: 조규제 (171.44)
- 선발 WAA: 박정현 (1.14)
- 구원 WAA: 조규제 (12.37)
- 종합 WAA: 조규제 (12.65)
- 사이영 포인트: 김원형 (240.8)
- 레전드 포인트: 조규제 (20.9)
- 선발투수 GSC: 강길용 (1992년 4월 15일 해태전, 98)

### 포스트시즌

#### 타자
- 출장: 최태원, 김기태, 김실, 조원우, 김호, 심성보, 박경완 (8)
- 타석: 김기태 (32)
- 타수: 최태원, 김기태 (27)
- 득점: 박경완 (3)
- 안타: 조원우, 심성보 (6)
- 2루타: 박경완 (2)
- 홈런: 박철우, 조원우 (1)
- 루타: 조원우 (9)
- 타점: 심성보 (4)
- 도루: 최태원 (2)
- 볼넷: 박경완 (7)
- 사구: 박경완 (3)
- 고의4구: 조원우, 박경완, 김기태 (1)
- 희생타: 김호 (3)
- 희생플라이: 박철우, 김성현 (1)
- 타율: 김성현 (1.000)
- 출루율: 박철우, 김성현 (0.667)
- 장타율: 박철우 (1.667)
- OPS: 박철우 (2.334)

#### 투수
- 출장: 김현욱, 오봉옥, 김원형, 조규제 (5)
- 선발등판: 김원형 (3)
- 구원등판: 김현욱, 조규제 (5)
- 다승: 오봉옥, 김기덕, 성영재 (1)
- 세이브: 조규제, 최정환 (1)
- 이닝: 김원형 (17.2)
- 상대한 타자 수: 김원형 (71)
- 상대 타수: 김원형 (62)
- 탈삼진: 김원형 (15)
- 이닝 당 출루허용률: 박성기 (0.00)
- 피안타율: 박성기 (0.000)
- 피출루율: 박성기 (0.000)
- 피장타율: 박성기 (0.000)
- 피OPS: 박성기 (0.000)

### 퓨처스리그

#### 타자
- 출장: 김정수 (223)
- 타석: 김정수 (706)
- 타수: 김정수 (627)
- 타율: 신경식 (0.600)
- 출루율: 김상호, 신경식 (0.667)
- 장타율: 이동수 (0.922)
- OPS: 이동수 (1.494)
- 안타: 김정수 (143)
- 2루타: 김현민 (26)
- 3루타: 이경태, 이창원 (8)
- 홈런: 이창원 (13)
- 타점: 이창원 (70)
- 도루: 이창원 (34)
- 4사구: 김정수 (60)
- 규정타석 충족: 김경수, 김정수, 유태준 (3)

#### 투수
- 출장: 박성진 (55)
- 완투: 박성진 (12)
- 다승: 박성진 (14)
- 세이브: 손문곤 (7)
- 이닝: 박성진 (269.2)
- 상대한 타자 수: 박성진 (1164)
- 탈삼진: 박성진 (180)
- 이닝: 박성진
- 평균자책점: 오봉옥, 오상민 (0.00)
- 규정이닝 충족: 박성진, 손문곤, 이재홍, 임창식 (3)

## 같이 보기
- 1999년 쌍방울 레이더스 시즌